# لويس أبيل روميرو
لويس أبيل روميرو (بالإسبانية: Luis Abel Romero)‏ هو لاعب كرة قدم أرجنتيني، ولد في 29 أغسطس 1990. لعب مع فيليز سارسفيلد.

## وصلات خارجية
- لويس أبيل روميرو على موقع قاعدة بيانات كرة القدم.إي يو (الإنجليزية)
- لويس أبيل روميرو على موقع Soccerway.com (الإنجليزية)
- لويس أبيل روميرو على موقع عالم كرة القدم.نت (الإنجليزية)